# 全南天龙足球俱乐部
全南天龍足球俱樂部（：／；英语：Jeonnam Dragons）是韩国职业足球俱乐部，位于光阳市。俱乐部创建于1994年，球队1995赛季和全羅道竞争对手全北现代同时加入K联赛。
全南天龙战绩最佳的赛季是1997赛季，赛季中球队取得了联赛亚军并且将韩国足总杯冠军收入囊中，球队是韩国联赛中的一支劲旅。

## 俱乐部荣誉

### 国内赛事
- 经典K联赛
  - 亚军: 1次（1997年（英语：K-League 1997））
- 韩国足总杯
  - 冠军：4次（1997年（英语：1997 Korean FA Cup）, 2006年（英语：2006 Korean FA Cup），2007年（英语：2007 Korean FA Cup），2021年  )
  - 亚军：1次（2003年（英语：2003 Korean FA Cup））
- 韩国联赛杯
  - 亚军：2次（1997年（英语：1997 Korean League Cup），2008年（英语：2008 Korean League Cup））

### 国际赛事
- 亚洲优胜者杯
  - 亚军：1次（1998-1999年）

## 赞助商
球衣供应商
- 1995-1996: Ludis
- 1997: 茵宝
- 1998: 阿迪达斯
- 1999: 锐步
- 2000: 茵宝
- 2001: 阿迪达斯
- 2002-2003: 茵宝
- 2004-2005: Hummel
- 2007-2009: Astore Korea
- 2010-2011: 雅科
- 2012-现在: Kelme

## 外部連結
- 官方網站 （页面存档备份，存于）